# 그레그 러더퍼드
그레고리 제임스 "그레그" 러더퍼드(영어: Gregory James "Greg" Rutherford MBE, 1986년 11월 17일~)는 영국의 육상 선수로 주 종목은 멀리뛰기이다. 올림픽, 세계 선수권 대회, 유럽 선수권 대회에 영국 국가대표로 참가했고 코먼웰스 게임에서 잉글랜드 국가대표로 참가했다. 
2005년 유럽 주니어 선수권 대회에서 우승한 후 2006년 유럽 육상 선수권 대회에서 은메달을 획득하며 두각을 드러냈다. 2012년과 2016년 사이의 전성기에는 2012년 하계 올림픽, 2014년 코먼웰스 게임, 2014년과 2016년 유럽 육상 선수권 대회, 2015년 세계 육상 선수권 대회에서 멀리뛰기 금메달을 획득하고 2015년 다이아몬드 리그에서 1위를 차지했다. 이후에는 고질적인 발목 부상으로 기량을 잃었으나 2016년 하계 올림픽에서 동메달을 획득하여 자신이 세계적인 선수라는 것을 증명했다. 
린퍼드 크리스티, 데일리 톰프슨, 샐리 거널, 조너선 에드워즈의 뒤를 이어 올림픽, 세계 선수권 대회, 유럽 선수권 대회, 다이아몬드 리그, 코먼웰스 게임, 영국 선수권 대회를 제패하여 "그랜드 슬램"을 달성한 5번째 선수이며 이 다섯 명 중 선수 중 가장 마지막 선수이다. 또한 영국 실외 및 실내 멀리뛰기 기록 보유자이다.